# جو یول
جو یول (انگلیسی: Joe Yule؛ ۳۰ آوریل ۱۸۹۲ – ۳۰ مارس ۱۹۵۰) بازیگر اهل بریتانیا بود. وی بین سال‌های ۱۹۱۲ تا ۱۹۵۰ میلادی فعالیت می‌کرد.
از فیلم‌هایی که وی در آن نقش داشته‌است، می‌توان به هیچ‌چیز بجز دردسر، ماه نو، زیگفلد کبیر، سریع و خشمگین، بیا با من زندگی کن، گریز، زن سال، سربازان نیروی هوایی، دو دختر و ملوان، چهارراه هفتم، لاغرخان میره خونه و تصویر دوریان گری اشاره کرد.